# Рашко Маджаров
Рашко Пройчев Маджаров е български политик.

## Биография
Роден е на 14 юни 1874 г. в Копривщица. Баща му, Пройчо Маджаров, е заможен абаджия, търгуващ в Ескишехир, но след Руско-турската война от 1877 – 1878 година остава разорен, тъй като стоката му там е конфискувана. Майката на Рашко Маджаров, Мария Каравелова, е най-малката сестра на обществениците Любен Каравелов и Петко Каравелов.
Първоначално Рашко Маджаров завършва гимназия в София, а през 1898 г. учи право в Санкт Петербург, Париж и Лион.
От 1905 г. е адвокат в София и председател на Управителния съвет на Българските земеделски кооперации. От 1908 до 1911 г. е общински съветник към Софийска община. В периода 1908 – 1930 г. е народен представител от четиринадесетото до двадесет и четвъртото обикновени народни събрания. През 1911 – 1932 г. е окръжен съветник в Софийския окръжен съвет. В периода 21 юни – 17 октомври 1918 г. е министър на земеделието.
През 1923 година става член на първото Изпълнително бюро на новосъздадения Демократически сговор. Между 1923 и 1931 г. е председател на парламентарната група на Демократическия сговор. През 1924 г. за кратко е министър на правосъдието, а през 1924 – 1925 и 1928 – 1930 г. става два пъти министър на железниците, пощите и телеграфите. В качеството на правосъден министър Маджаров е сред вносителите на проект за Закона за защита на държавата (ЗЗД) през 1924 г.
Основател е на кооперативното водоснабдяване в Копривщица и района.
Спомоществовател на туристическото и залесително дело, радетел за електрификацията на града.
Умира на 12 октомври 1943 г. в София.